# Chất nhân
Chất nhân cũng giống như hạt nhân, là một khu vực không có hình dạng nhất định trong tế bào của một Sinh vật nguyên sinh có chứa tất cả hoặc hầu hết các bộ gen. Trái ngược với nhân tế bào của tế bào của Sinh vật nhân thực, nó không bị bao quanh bởi màng nhân. Bộ gen của các sinh vật nguyên sinh này có dạng phổ biến là một mảnh DNA tròn, sợi đôi, trong đó nhiều bản sao có thể tồn tại cùng nhau, bất cứ lúc nào. Chiều dài của một bộ gen rất khác nhau, nhưng luôn 1000000≤ cặp base. Giống như trong tất cả các tế bào sinh vật khác, chiều dài các phân tử ADN của Nhiễm sắc thể vi khuẩn và cổ tử cung là rất lớn so với tế bào, và các phân tử DNA của bộ gen phải co ngắn lại để vừa khít.

## Quan sát
Các chất nhân có thể được quan sát rõ ràng bằng một chiếc Kính hiển vi điện tử có độ phóng đại lớn ở nhiều vị trí khác nhau.

## Thành phần
Bằng chứng thực nghiệm cho thấy hạt nhân chủ yếu bao gồm DNA, khoảng 60%, với một lượng nhỏ RNA và Protein. Hai thành phần sau có thể là ARN thông tin và các protein Nhân tố phiên mã tìm thấy điều hòa hệ gen của vi khuẩn. Protein thực hiện tổ chức không gian năng động của axit nucleic được gọi là protein nucleoid hoặc protein liên quan đến hạt nhân (NAPs) và khác biệt với các histone của hạt nhân nhân chuẩn. Trái ngược với histone, các protein liên kết DNA của hạt nhân không hình thành các nucleosome, trong đó DNA được bao quanh một lõi protein. Thay vào đó, các protein này thường sử dụng các cơ chế khác để thúc đẩy sự nén chặt như vòng lặp DNA. Các NAP được nghiên cứu nhiều nhất là HU, H-NS, Fis, CbpA, Dps tổ chức bộ gen bằng cách thúc đẩy các sự kiện như uốn DNA, cầu nối và tập hợp. ác protein này có thể hình thành các cụm (như H-NS) để làm nhỏ gọn các vùng gen cụ thể tại địa phương, hoặc rải rác trong nhiễm sắc thể (HU, Fis) và chúng dường như cũng tham gia vào các sự kiện sao chép gen và tham gia vào quy định của chúng.

## Sự ngưng tụ hạt nhân
Trong RNA nhỏ của vi khuẩn E. coli được sao chép từ nguyên tố palindromic mở rộng lặp lại (REP325) được gọi là ncRNA 4 liên quan đến nucleoid (naRNA4) cộng tác với protein HU trong việc ngưng tụ DNA. Cấu trúc thứ cấp nhưng không phải chuỗi RNA quan trọng trong quá trình ngưng tụ nucleot.

## Tổn hại và phục hồi DNA
Những thay đổi trong cấu trúc của hạt nhân của vi khuẩn và bệnh Archaea được quan sát thấy sau khi tiếp xúc với các điều kiện tổn hại DNA. Các nucleoid của vi khuẩn Bacillus subtilis và Escherichia coli đều trở nên nhỏ gọn hơn nhiều sau khi chiếu xạ tia cực tím. Việc hình thành cấu trúc nhỏ gọn trong vi khuẩn E. coli đòi hỏi phải kích hoạt RecA thông qua các tương tác RecA-DNA cụ thể. Protein RecA đóng một vai trò quan trọng trong việc sửa chữa tái tổ hợp tương đồng của tổn thương DNA.
Tương tự như B. subtilis và E. coli ở trên, sự tiếp xúc của Archaeon Haloferax volcanii để nhấn mạnh rằng DNA gây tổn thương gây ra sự nén chặt và sắp xếp lại của hạt nhân. Sự nén chặt phụ thuộc vào phức hợp protein Mre11-Rad50 xúc tác một bước đầu trong việc sửa chữa tái tổ hợp tương đồng của các đứt sợi đôi trong DNA. Delmas et al đã đề xuất rằng sự nén hạt nhân là một phần của phản ứng tổn thương DNA giúp tăng tốc độ phục hồi tế bào bằng cách giúp các protein sửa chữa DNA xác định vị trí các mục tiêu, và bằng cách tạo điều kiện tìm kiếm các chuỗi ADN nguyên vẹn trong quá trình tái tổ hợp tương đồng.